# Charles Lescrauwaet
Charles Lescrauwaet fue un deportista belga que compitió en remo. Ganó dos medallas en el Campeonato Europeo de Remo, bronce en 1893 y plata en 1895.

## Palmarés internacional
| Campeonato Europeo | Campeonato Europeo | Campeonato Europeo | Campeonato Europeo |
| Año                | Lugar              | Medalla            | Prueba             |
| ------------------ | ------------------ | ------------------ | ------------------ |
| 1893               | Orta (Italia)      | Medalla de bronce  | Cuatro con timonel |
| 1895               | Ostende (Bélgica)  | Medalla de plata   | Cuatro con timonel |